# Bolboschoenus novae-angliae
Bolboschoenus novae-angliae là một loài thực vật có hoa trong họ Cói. Loài này được (Britton) S.G.Sm. mô tả khoa học đầu tiên năm 1995.